# Stepove, Pervomaisk
Stepove (în ucraineană Степове, în germană Karlsruhe) este un sat în comuna Stepkivka din raionul Pervomaisk, regiunea Mîkolaiiv, Ucraina. Satul a fost locuit de germanii pontici.  

## Demografie
Componența lingvistică a localității Stepove
     Ucraineană (98,83%)
     Rusă (1,17%)
Conform recensământului din 2001, majoritatea populației localității Stepove era vorbitoare de ucraineană (98,83%), existând în minoritate și vorbitori de rusă (1,17%).